# Astronomisches Rechen-Institut
Das Astronomische Rechen-Institut (ARI) ist seit 1. Januar 2005 ein Teilinstitut des Zentrums für Astronomie der Universität Heidelberg (ZAH) und war vorher ein Forschungsinstitut für Astrometrie und Stellardynamik des Landes Baden-Württemberg. 
Gleichzeitig ist es die international wichtigste Institution zur Berechnung astronomischer Daten und Dienstleistungen (Ephemeriden von Sternen, Körpern des Sonnensystems, Jahrbücher und astronomisches Fundamentalsystem).

## Geschichte
Das ARI hat seit 1945 seinen Sitz in Heidelberg und konnte im Mai 2000 seinen 300-jährigen Bestand feiern. Das ARI geht zurück auf die im Jahre 1700 in Berlin gegründete Kurfürstlich-Brandenburgische Societät der Wissenschaften, deren erster Astronom Gottfried Kirch war, und die Berliner Sternwarte. 
1874 gründete Wilhelm Foerster wegen des ständig wachsenden Umfangs der Berechnung der astronomischen Ephemeriden das Institut, das in der Berliner Lindenstraße 91, auf dem Gelände und in Verbindung mit der Sternwarte, als „Rechen-Institut zur Herausgabe des Berliner Astronomischen Jahrbuchs“ ein eigenes Gebäude bezog. In diesem theoretischen Teil der Gesamteinrichtung – neben dem praktischen, beobachterischen Teil der Sternwarte selbst – arbeitete nun die Mehrzahl der Astronomen. Unter Foersters Oberaufsicht wurde das Rechen-Institut von dem „Dirigenten“ Friedrich Tietjen geleitet, der seit 1861 an der Sternwarte tätig war. Er entdeckte 1865 den Asteroiden (86) Semele. 
Nach dem Tod Tietjens wurde 1896 Julius Bauschinger als dessen Nachfolger nach Berlin berufen. Er erreichte für das Institut in dem folgenden Jahr die volle Selbständigkeit. 1912 bezog es einen Neubau in der Altensteinstraße 40 in Berlin-Lichterfelde. 1944 wurde es der Kriegsmarine unterstellt und zur Vermeidung von Bombenschäden nach Sermuth in Sachsen verlegt. Nach dem Zweiten Weltkrieg wurde der größte Teil des ARI durch seinen 18. Direktor August Kopff, nach Heidelberg verlegt. Nur der in Sermuth verbliebene kleine Rest kam an die nach Potsdam-Babelsberg umgezogene Sternwarte und wurde ihr 1956 wieder eingegliedert.

## Publikationen
Das Institut gibt/gab unter anderem folgende Publikationen heraus:
- die jährlich erscheinenden Apparent Places of Fundamental Stars (hochpräzise vorausberechnete Sternörter für 3000 Sterne und jeden Tag)
- die jährlichen Astronomischen Grundlagen für den Kalender in Deutschland
- die fundamentalen Sternkataloge FK5 und FK6
- das Referateorgan Astronomy and Astrophysics Abstracts (1969–2000), früher: Astronomischer Jahresbericht (1899–1968), beinhaltet alle Themen der Astronomie und Astrophysik und relevantes aus den Nachbarfächern.
- Berliner Astronomisches Jahrbuch von 1776 bis 1960.

Darüber hinaus arbeitet eine Reihe von Heidelberger Wissenschaftlern an Forschungsprojekten der Astrometrie und anderer Gebiete der Himmelskunde.